# IM Metal HS 2000
HS2000 je polavtomatska pištola, ki je začela nastajati leta 1999 v hrvaški tovarni IM Metal za potrebe hrvaške vojske. Sprva so začeli pištolo izdelovati zgolj v kalibru 9mm Luger, prvi primerki pa so prišli v službeno uporabo še v istem letu.
Leta 2000 se je pištola pojavila na ameriškem trgu, ki pa je zahteval bolj raznoliko ponudbo kalibrov. Generalni zastonik in uvoznik je leta 2001 postalo ameriško podjetje Springfield Armory Company, ki je začelo pištolo tržiti pod imenom Springfield XD. Za ameriški trg so zato začeli na Hrvaškem izdelovati pištolo še v drugih, med strelci najbolj priljubljenih kalibrih.

## Princip delovanja in materiali
Pištola enojnega delovanja sprožilca deluje na principu kratkega trzanja cevi (browningov princip) in strelja iz zaprtega zaklepa. Pištola nima zunanjega kladivca, temveč ima vgrajen striker, pri čemer zaradi varnosti iz zadnjega dela pištole pomoli rdeče obarvana igla, ki izstopi iz ogrodja, ko je naboj v cevi (podobno kot pri pištoli Walther P99). Vsaka pištola, ki deluje na principu kratkega trzanja cevi ima vodilo vzmeti povratnega hoda zaklepušča pomaknjeno v ogrodje, kar pomeni, da se zaklepišče ob pritisku na predni del cevi pomakne za nekaj milimetrov nazaj. V tem položaju zaklep pritisne udarno iglo nazaj, zaradi česar je sprožilec ne more sprostiti. V tem položaju tako pištola ne deluje. Pri HS-u so patentirali posebno vodilo vzmeri, ki je oblikovano tako, da gleda nekaj milimetrov pred cev in ne dovoli zaklepišču, da bi se ob pritisku na cev pomaknilo nazaj. Pištola tako sproži tudi če je pritisnjena na trdo podlago, kar so v pištolo vgradili na željo vojske.
Ogrodje je izdelano iz polimernih materialov, ostali deli pa so narejeni iz jekla. Zgornji del pištole je na voljo v različnih finiših. Na pogled pištola spominja na križanca med pištolo SIG P-226 in Glock 17, vendar pa je od obeh pištol na hrvaškem izdelku prisotnih le malo originalnih detajlov, predvsem pri delovanju.
Za varovanje je poskrbljeno na treh nivojih, vendar pa pištola nima klasične ročne varovalke. Vgrajene ima tri avtomatske varovalke; blokado udarne igle, varovalko sprožilca ter varovalko na ročaju, ki (po vzoru legendarnega Colta) omogoča proženje šele, ko dlan močno objame ročaj.
Za preciznost poskrbijo klasični fiksni merki, pri novejših modelih pa je na ogrodju že nameščeno vodilo za nameščanje dodatne opreme (svetilka, laserski označevalec, ...).
Pištola je sicer priljubljena pri športnih strelcih, vendar pa ni dovolj odporna proti obrabi in po večjem številu strelov začne odpovedovati, kar v zadnjem času zmanjšuje njen ugled.

## Modeli
Poleg klasičnega modela HS2000/XD 4" sta od leta 2001 na voljo še modela:
- XD Sub-compact - (590 g, 159 mm, cev 76 mm, manjša kapaciteta okvirja)
- XD Tactical - (890 oz. 925 g (v kalibru .45), 203 mm (205 v kalibru .45), cev 127 mm, enaka kapaciteta okvirja kot pri osnovnem modelu)
- XD 45 Compact - (822 g, 184 mm, cev 102 mm, višina 130 mm v kalibru .45 ACP. Uporablja vse standardne okvirje za strelivo za to pištolo.)